# Sexto Gobierno Laborista de Nueva Zelanda
El Sexto Gobierno Laborista gobiernó Nueva Zelanda desde el 26 de octubre de 2017 hasta el 27 de noviembre de 2023. Estuvo encabezado desde el 26 de octubre de 2017 hasta el 25 de enero de 2023 por la líder del Partido Laborista y primera ministra Jacinda Ardern que dimitió el 31 de enero de 2023 y fue sucedida por el hasta entonces ministro Chris Hipkins.

## Formación

### 2017-2020

#### Elecciones y Formación del Gobierno
Después de las elecciones generales de 2017 celebradas el 23 de septiembre de 2017, el partido Nueva Zelanda Primero (en inglés: New Zealand First) mantuvo el equilibrio de poder entre el gobierno del Partido Nacional de centro derecha en funciones y el bloque de izquierda de los partidos Laborista y Verde. Tras las negociaciones con los dos partidos principales, el líder de Nueva Zelanda Primero, Winston Peters, anunció el 19 de octubre de 2017 que su partido formaría un gobierno de coalición con los laboristas. Ese mismo día, el líder del Partido Verde, James Shaw, anunció que su partido daría confianza y brindaría apoyo al gobierno Laborista-NZ First de 55 escaños. El apoyo de los Verdes, más la coalición, resultó en 63 escaños frente a los 56 del Nacional, suficiente para asegurar que Ardern mantuviera la confianza de la Cámara. Ardern tomo posesión del cargo el 26 de octubre de 2017 convirtiéndose en la tercera primera ministra mujer de Nueva Zelanda.

### 2020-2023

#### Elecciones y Formación del Gobierno
Luego de las elecciones generales de 2020 marcadas por los atentados de Christchurch de 2019 y la pandemia de la COVID-19. El gobernante Partido Laborista, encabezado por la primera ministra Jacinda Ardern, ganó las elecciones con una aplastante victoria contra el Partido Nacional, encabezado por Judith Collins. Al ganar 64 de los 120 escaños, los laboristas pudieron reformar el Sexto Gobierno Laborista para un segundo mandato sin el apoyo de ningún otro partido. Fue la primera vez que un partido político de Nueva Zelanda logró un gobierno en mayoría bajo el sistema de representación proporcional mixta introducido en 1996. Los laboristas también lograron el porcentaje más alto del voto popular (49,1%) para cualquier partido político desde las elecciones generales de 1951.

#### Salida de Ardern
Jacinda Ardern anunció su renuncia al cargo de primera ministra de Nueva Zelanda el 19 de enero de 2023, tras más de cinco años en el puesto. Su dimisión se produjo pocos meses antes de las elecciones generales previstas para octubre de ese mismo año.
Ardern, líder del Partido Laborista, había asumido el cargo en octubre de 2017, formando gobierno tras un acuerdo de coalición con Nueva Zelanda Primero y con el apoyo de los Verdes. Fue reelegida en 2020 con una mayoría absoluta en el Parlamento, algo poco habitual en el sistema proporcional neozelandés.
En su declaración pública, Ardern explicó que su decisión respondía a motivos personales y a una percepción de no contar con la energía necesaria para continuar en el cargo. En sus palabras: «Sé lo que requiere este trabajo, y sé que ya no tengo lo suficiente en el depósito para hacerle justicia». Rechazó que su renuncia se debiera a presiones políticas específicas o a factores externos, y la presentó como una elección personal motivada por el deseo de dar paso a un nuevo liderazgo.
Su anuncio se dio en un contexto político en el que el apoyo al Partido Laborista había disminuido respecto al pico alcanzado en 2020, aunque continuaba siendo uno de los principales partidos del país.
Tras su dimisión, el Partido Laborista eligió a Chris Hipkins como su sucesor en el liderazgo del partido y en la jefatura del Gobierno, quien asumió el cargo de primer ministro el 25 de enero de 2023.

## Apoyo parlamentario

### 2017-2020
| Cámara                   | Candidato      | Fecha                                                   | Voto |    |    |   |   |   | Total  |
| ------------------------ | -------------- | ------------------------------------------------------- | ---- | -- | -- | - | - | - | ------ |
| Cámara de Representantes | Jacinda Ardern | 26 de octubre de 2017 Mayoría simple requerida (61/120) | Sí   |    | 46 | 9 | 8 |   | 63/120 |
| Cámara de Representantes | Jacinda Ardern | 26 de octubre de 2017 Mayoría simple requerida (61/120) | No   | 56 |    |   |   | 1 | 57/120 |
| Cámara de Representantes | Jacinda Ardern | 26 de octubre de 2017 Mayoría simple requerida (61/120) | Abs. |    |    |   |   |   | 0/120  |

### 2020-2023
| Cámara                   | Candidato      | Fecha                                                   | Voto |    |    |    |    |   | Total  |
| ------------------------ | -------------- | ------------------------------------------------------- | ---- | -- | -- | -- | -- | - | ------ |
| Cámara de Representantes | Jacinda Ardern | 18 de octubre de 2020 Mayoría simple requerida (61/120) | Sí   | 65 |    | 10 |    |   | 75/120 |
| Cámara de Representantes | Jacinda Ardern | 18 de octubre de 2020 Mayoría simple requerida (61/120) | No   |    | 33 |    | 10 |   | 43/120 |
| Cámara de Representantes | Jacinda Ardern | 18 de octubre de 2020 Mayoría simple requerida (61/120) | Abs. |    |    |    |    | 2 | 2/120  |
| Cámara de Representantes |                |                                                         |      |    |    |    |    |   |        |
| Cámara de Representantes | Chris Hipkins  | 25 de enero de 2023 Mayoría simple requerida (61/120)   | Sí   | 65 |    | 10 |    |   | 75/120 |
| Cámara de Representantes | Chris Hipkins  | 25 de enero de 2023 Mayoría simple requerida (61/120)   | No   |    | 33 |    | 10 |   | 43/120 |
| Cámara de Representantes | Chris Hipkins  | 25 de enero de 2023 Mayoría simple requerida (61/120)   | Abs. |    |    |    |    | 2 | 2/120  |

## Lista de miembros del gabinete
El 20 de octubre, Jacinda Ardern anunció que el gabinete estaría integrado por 20 miembros, de los cuales 16 serían del Partido Laborista y 4 de Nueva Zelanda Primero. Otros cinco parlamentarios laboristas se sentarían fuera del gabinete, junto con tres parlamentarios verdes. El 27 de junio de 2019, se produjo una reorganización del gabinete.
El 2 de noviembre de 2020, después de las elecciones de 2020, se anunció un nuevo gabinete que reflejaba la mayoría laborista. Prestó juramento el 6 de noviembre de 2020.

### Primeros ministros de Nueva Zelanda
| Fotografía | Primera/a ministro/a | Período               | Período                 | Partido | Partido |
| Fotografía | Primera/a ministro/a | Inicio                | Fin                     | Partido | Partido |
| ---------- | -------------------- | --------------------- | ----------------------- | ------- | ------- |
|            | Jacinda Ardern       | 26 de octubre de 2017 | 25 de enero de 2023     |         |         |
|            | Chris Hipkins        | 25 de enero de 2023   | 27 de noviembre de 2023 |         |         |

### Vice primeros ministros de Nueva Zelanda
| Fotografía | Vice primer ministro | Período                | Período                 | Partido | Partido |
| Fotografía | Vice primer ministro | Inicio                 | Fin                     | Partido | Partido |
| ---------- | -------------------- | ---------------------- | ----------------------- | ------- | ------- |
|            | Winston Peters       | 26 de octubre de 2017  | 6 de noviembre de 2020  |         |         |
|            | Grant Robertson      | 6 de noviembre de 2020 | 25 de enero de 2023     |         |         |
|            | Carmel Sepuloni      | 25 de enero de 2023    | 27 de noviembre de 2023 |         |         |

### Ministros
| Ministerio                                   | Fotografía | Titular                | Período                  | Período                  | Partido | Partido | Ref |
| Ministerio                                   | Fotografía | Titular                | Inicio                   | Fin                      | Partido | Partido | Ref |
| -------------------------------------------- | ---------- | ---------------------- | ------------------------ | ------------------------ | ------- | ------- | --- |
| Aduanas                                      |            | Meka Whaitiri          | 26 de octubre de 2017    | 20 de septiembre de 2018 |         |         |     |
| Aduanas                                      |            | Kris Faafoi            | 20 de septiembre de 2018 | 27 de junio de 2019      |         |         |     |
| Aduanas                                      |            | Jenny Salesa           | 27 de junio de 2019      | 6 de noviembre de 2020   |         |         |     |
| Aduanas                                      |            | Meka Whaitiri          | 6 de noviembre de 2020   | 3 de mayo de 2023        |         |         |     |
| Aduanas                                      |            | Damien O'Connor        | 3 de mayo de 2023        | 8 de mayo de 2023        |         |         |     |
| Aduanas                                      |            | Jo Luxton              | 8 de mayo de 2023        | 27 de noviembre de 2023  |         |         |     |
| Agricultura                                  |            | Damien O'Connor        | 26 de octubre de 2017    | 27 de noviembre de 2023  |         |         |     |
| Artes, Culturas y Patrimonio                 |            | Jacinda Ardern         | 26 de octubre de 2017    | 6 de noviembre de 2020   |         |         |     |
| Artes, Culturas y Patrimonio                 |            | Carmel Sepuloni        | 6 de noviembre de 2020   | 27 de noviembre de 2023  |         |         |     |
| Asuntos Exteriores                           |            | Winston Peters         | 26 de octubre de 2017    | 6 de noviembre de 2020   |         |         |     |
| Asuntos Exteriores                           |            | Nanaia Mahuta          | 6 de noviembre de 2020   | 11 de noviembre de 2023  |         |         |     |
| Asuntos Exteriores                           |            | Grant Robertson        | 11 de noviembre de 2023  | 27 de noviembre de 2023  |         |         |     |
| Auckland                                     |            | Michael Wood           | 26 de octubre de 2017    | 21 de junio de 2023      |         |         |     |
| Auckland                                     |            | Carmel Sepuloni        | 21 de junio de 2023      | 27 de noviembre de 2023  |         |         |     |
| Cambio Climático                             |            | James Shaw             | 26 de octubre de 2017    | 27 de noviembre de 2023  |         |         |     |
| Carreteras                                   |            | Winston Peters         | 26 de octubre de 2017    | 6 de noviembre de 2020   |         |         |     |
| Carreteras                                   |            | Grant Robertson        | 6 de noviembre de 2020   | 14 de junio de 2022      |         |         |     |
| Carreteras                                   |            | Kieran McAnulty        | 14 de junio de 2022      | 27 de noviembre de 2023  |         |         |     |
| Comercio                                     |            | David Parker           | 26 de octubre de 2017    | 6 de noviembre de 2020   |         |         |     |
| Comercio                                     |            | Damien O'Connor        | 6 de noviembre de 2020   | 27 de noviembre de 2023  |         |         |     |
| Comercio y Asuntos del Consumidor            |            | Kris Faafoi            | 26 de octubre de 2017    | 6 de noviembre de 2020   |         |         |     |
| Comercio y Asuntos del Consumidor            |            | David Clark            | 6 de noviembre de 2020   | 1 de febrero de 2023     |         |         |     |
| Comercio y Asuntos del Consumidor            |            | Duncan Webb            | 1 de febrero de 2023     | 27 de noviembre de 2023  |         |         |     |
| Comunidad y Voluntariado                     |            | Peeni Henare           | 26 de octubre de 2017    | 27 de junio de 2019      |         |         |     |
| Comunidad y Voluntariado                     |            | Poto Williams          | 27 de junio de 2019      | 6 de noviembre de 2020   |         |         |     |
| Comunidad y Voluntariado                     |            | Priyanca Radhakrishnan | 6 de noviembre de 2020   | 27 de noviembre de 2023  |         |         |     |
| Conservación                                 |            | Eugenie Sage           | 26 de octubre de 2017    | 6 de noviembre de 2020   |         |         |     |
| Conservación                                 |            | Kiri Allan             | 6 de noviembre de 2020   | 14 de junio de 2022      |         |         |     |
| Conservación                                 |            | Poto Williams          | 14 de junio de 2022      | 1 de febrero de 2023     |         |         |     |
| Conservación                                 |            | Willow-Jean Prime      | 1 de febrero de 2023     | 27 de noviembre de 2023  |         |         |     |
| Construcción                                 |            | Jenny Salesa           | 26 de octubre de 2017    | 6 de noviembre de 2020   |         |         |     |
| Construcción                                 |            | Poto Williams          | 6 de noviembre de 2020   | 14 de junio de 2022      |         |         |     |
| Construcción                                 |            | Megan Woods            | 14 de junio de 2022      | 27 de noviembre de 2023  |         |         |     |
| Corporación de Compensación de Accidentes    |            | Iain Lees-Galloway     | 26 de octubre de 2017    | 22 de julio de 2020      |         |         |     |
| Corporación de Compensación de Accidentes    |            | Carmel Sepuloni        | 22 de julio de 2020      | 1 de febrero de 2023     |         |         |     |
| Corporación de Compensación de Accidentes    |            | Peeni Henare           | 1 de febrero de 2023     | 27 de noviembre de 2023  |         |         |     |
| Defensa                                      |            | Ron Mark               | 26 de octubre de 2017    | 6 de noviembre de 2020   |         |         |     |
| Defensa                                      |            | Peeni Henare           | 6 de noviembre de 2020   | 1 de febrero de 2023     |         |         |     |
| Defensa                                      |            | Andrew Little          | 1 de febrero de 2023     | 27 de noviembre de 2023  |         |         |     |
| Desarme y Control de Armas                   |            | Winston Peters         | 27 de febrero de 2018    | 6 de noviembre de 2020   |         |         |     |
| Desarme y Control de Armas                   |            | Phil Twyford           | 6 de noviembre de 2020   | 1 de febrero de 2023     |         |         |     |
| Desarme y Control de Armas                   |            | Nanaia Mahuta          | 1 de febrero de 2023     | 11 de noviembre de 2023  |         |         |     |
| Desarme y Control de Armas                   |            | Grant Robertson        | 11 de noviembre de 2023  | 27 de noviembre de 2023  |         |         |     |
| Desarrollo Económico                         |            | David Parker           | 26 de octubre de 2017    | 27 de junio de 2019      |         |         |     |
| Desarrollo Económico                         |            | Phil Twyford           | 27 de junio de 2019      | 6 de noviembre de 2020   |         |         |     |
| Desarrollo Económico                         |            | Stuart Nash            | 6 de noviembre de 2020   | 12 de abril de 2023      |         |         |     |
| Desarrollo Económico                         |            | Barbara Edmonds        | 12 de abril de 2023      | 27 de noviembre de 2023  |         |         |     |
| Desarrollo Māori                             |            | Nanaia Mahuta          | 26 de octubre de 2017    | 6 de noviembre de 2020   |         |         |     |
| Desarrollo Māori                             |            | Willie Jackson         | 6 de noviembre de 2020   | 27 de noviembre de 2023  |         |         |     |
| Desarrollo Social                            |            | Carmel Sepuloni        | 26 de octubre de 2017    | 27 de noviembre de 2023  |         |         |     |
| Desarrollo Urbano                            |            | Phil Twyford           | 27 de junio de 2019      | 6 de noviembre de 2020   |         |         |     |
| Educación                                    |            | Chris Hipkins          | 26 de octubre de 2017    | 27 de enero de 2023      |         |         |     |
| Educación                                    |            | Jan Tinetti            | 27 de enero de 2023      | 27 de noviembre de 2023  |         |         |     |
| Empresas Estatales                           |            | Winston Peters         | 26 de octubre de 2017    | 6 de noviembre de 2020   |         |         |     |
| Empresas Estatales                           |            | David Clark            | 6 de noviembre de 2020   | 1 de febrero de 2023     |         |         |     |
| Empresas Estatales                           |            | Duncan Webb            | 1 de febrero de 2023     | 27 de noviembre de 2023  |         |         |     |
| Estadísticas                                 |            | James Shaw             | 26 de octubre de 2017    | 6 de noviembre de 2020   |         |         |     |
| Estadísticas                                 |            | David Clark            | 6 de noviembre de 2020   | 1 de febrero de 2023     |         |         |     |
| Estadísticas                                 |            | Deborah Russell        | 1 de febrero de 2023     | 27 de noviembre de 2023  |         |         |     |
| Finanzas                                     |            | Grant Robertson        | 26 de octubre de 2017    | 27 de noviembre de 2023  |         |         |     |
| Gestión de Emergencias                       |            | Kris Faafoi            | 26 de octubre de 2017    | 27 de junio de 2019      |         |         |     |
| Gestión de Emergencias                       |            | Peeni Henare           | 27 de junio de 2019      | 6 de noviembre de 2020   |         |         |     |
| Gestión de Emergencias                       |            | Kiri Allan             | 6 de noviembre de 2020   | 14 de junio de 2022      |         |         |     |
| Gestión de Emergencias                       |            | Kieran McAnulty        | 14 de junio de 2022      | 27 de noviembre de 2023  |         |         |     |
| Gobierno Local                               |            | Nanaia Mahuta          | 26 de octubre de 2017    | 1 de febrero de 2023     |         |         |     |
| Gobierno Local                               |            | Kieran McAnulty        | 1 de febrero de 2023     | 27 de noviembre de 2023  |         |         |     |
| Infraestructuras                             |            | Shane Jones            | 26 de octubre de 2017    | 6 de noviembre de 2020   |         |         |     |
| Infraestructuras                             |            | Grant Robertson        | 6 de noviembre de 2020   | 1 de febrero de 2023     |         |         |     |
| Infraestructuras                             |            | Megan Woods            | 1 de febrero de 2023     | 27 de noviembre de 2023  |         |         |     |
| Ingresos                                     |            | Stuart Nash            | 26 de octubre de 2017    | 6 de noviembre de 2020   |         |         |     |
| Ingresos                                     |            | David Parker           | 6 de noviembre de 2020   | 27 de noviembre de 2023  |         |         |     |
| Inmigración                                  |            | Iain Lees-Galloway     | 26 de octubre de 2017    | 22 de julio de 2020      |         |         |     |
| Inmigración                                  |            | Kris Faafoi            | 22 de julio de 2020      | 14 de junio de 2022      |         |         |     |
| Inmigración                                  |            | Michael Wood           | 14 de junio de 2022      | 21 de junio de 2023      |         |         |     |
| Inmigración                                  |            | Andrew Little          | 21 de junio de 2023      | 27 de noviembre de 2023  |         |         |     |
| Interior                                     |            | Tracey Martin          | 26 de octubre de 2017    | 6 de noviembre de 2020   |         |         |     |
| Interior                                     |            | Jan Tinetti            | 6 de noviembre de 2020   | 1 de febrero de 2023     |         |         |     |
| Interior                                     |            | Barbara Edmonds        | 1 de febrero de 2023     | 27 de noviembre de 2023  |         |         |     |
| Investigación Ciencia e Innovación           |            | Kieran McAnulty        | 26 de octubre de 2017    | 14 de junio de 2022      |         |         |     |
| Investigación Ciencia e Innovación           |            | Ayesha Verrall         | 14 de junio de 2022      | 27 de noviembre de 2023  |         |         |     |
| Justicia                                     |            | Andrew Little          | 26 de octubre de 2017    | 6 de noviembre de 2020   |         |         |     |
| Justicia                                     |            | Kris Faafoi            | 6 de noviembre de 2020   | 14 de junio de 2022      |         |         |     |
| Justicia                                     |            | Kiri Allan             | 14 de junio de 2022      | 24 de julio de 2023      |         |         |     |
| Justicia                                     |            | Ginny Andersen         | 24 de julio de 2023      | 27 de noviembre de 2023  |         |         |     |
| Juventud                                     |            | Peeni Henare           | 26 de octubre de 2017    | 6 de noviembre de 2020   |         |         |     |
| Juventud                                     |            | Priyanca Radhakrishnan | 6 de noviembre de 2020   | 1 de febrero de 2023     |         |         |     |
| Juventud                                     |            | Willow-Jean Prime      | 1 de febrero de 2023     | 27 de noviembre de 2023  |         |         |     |
| Medio Ambiente                               |            | David Parker           | 26 de octubre de 2017    | 27 de noviembre de 2023  |         |         |     |
| Mujer                                        |            | Julie Anne Genter      | 26 de octubre de 2017    | 6 de noviembre de 2020   |         |         |     |
| Mujer                                        |            | Jan Tinetti            | 6 de noviembre de 2020   | 27 de noviembre de 2023  |         |         |     |
| Océanos y Pesca                              |            | Stuart Nash            | 26 de octubre de 2017    | 6 de noviembre de 2020   |         |         |     |
| Océanos y Pesca                              |            | David Parker           | 6 de noviembre de 2020   | 1 de febrero de 2023     |         |         |     |
| Océanos y Pesca                              |            | Stuart Nash            | 1 de febrero de 2023     | 12 de abril de 2023      |         |         |     |
| Océanos y Pesca                              |            | Rachel Brooking        | 12 de abril de 2023      | 27 de noviembre de 2023  |         |         |     |
| Policía                                      |            | Stuart Nash            | 26 de octubre de 2017    | 6 de noviembre de 2020   |         |         |     |
| Policía                                      |            | Poto Williams          | 6 de noviembre de 2020   | 14 de junio de 2022      |         |         |     |
| Policía                                      |            | Chris Hipkins          | 14 de junio de 2022      | 1 de febrero de 2023     |         |         |     |
| Policía                                      |            | Stuart Nash            | 1 de febrero de 2023     | 15 de marzo de 2023      |         |         |     |
| Policía                                      |            | Ginny Andersen         | 15 de marzo de 2023      | 27 de noviembre de 2023  |         |         |     |
| Prisiones y Correccionales                   |            | Kelvin Davis           | 26 de octubre de 2017    | 27 de noviembre de 2023  |         |         |     |
| Prevención de la Violencia Sexual y Familiar |            | Marama Davidson        | 26 de octubre de 2017    | 27 de noviembre de 2023  |         |         |     |
| Pueblos del Pacifico                         |            | William Sio            | 26 de octubre de 2017    | 1 de febrero de 2023     |         |         |     |
| Pueblos del Pacifico                         |            | Barbara Edmonds        | 1 de febrero de 2023     | 27 de noviembre de 2023  |         |         |     |
| Radiodifusión y Medios de Comunicación       |            | Clare Curran           | 26 de octubre de 2017    | 7 de septiembre de 2018  |         |         |     |
| Radiodifusión y Medios de Comunicación       |            | Kris Faafoi            | 7 de septiembre de 2018  | 14 de junio de 2022      |         |         |     |
| Radiodifusión y Medios de Comunicación       |            | Willie Jackson         | 14 de junio de 2022      | 27 de noviembre de 2023  |         |         |     |
| Recuperación                                 |            | Grant Robertson        | 21 de febrero de 2023    | 27 de noviembre de 2023  |         |         |     |
| Recuperación del Río Pike                    |            | Andrew Little          | 26 de octubre de 2017    | 1 de febrero de 2023     |         |         |     |
| Reducción de la Pobreza Infantil             |            | Jacinda Ardern         | 26 de octubre de 2017    | 25 de enero de 2023      |         |         |     |
| Reducción de la Pobreza Infantil             |            | Jan Tinetti            | 25 de enero de 2023      | 27 de noviembre de 2023  |         |         |     |
| Relaciones Laborales y Seguridad             |            | Iain Lees-Galloway     | 26 de octubre de 2017    | 22 de julio de 2020      |         |         |     |
| Relaciones Laborales y Seguridad             |            | Andrew Little          | 22 de julio de 2020      | 6 de noviembre de 2020   |         |         |     |
| Relaciones Laborales y Seguridad             |            | Michael Wood           | 6 de noviembre de 2020   | 27 de noviembre de 2023  |         |         |     |
| Respuesta a la COVID-19                      |            | Chris Hipkins          | 6 de noviembre de 2020   | 14 de junio de 2022      |         |         |     |
| Respuesta a la COVID-19                      |            | Ayesha Verrall         | 14 de junio de 2022      | 1 de febrero de 2023     |         |         |     |
| Salud                                        |            | David Clark            | 26 de octubre de 2017    | 2 de julio de 2020       |         |         |     |
| Salud                                        |            | Chris Hipkins          | 2 de julio de 2020       | 6 de noviembre de 2020   |         |         |     |
| Salud                                        |            | Andrew Little          | 6 de noviembre de 2020   | 1 de febrero de 2023     |         |         |     |
| Salud                                        |            | Ayesha Verrall         | 1 de febrero de 2023     | 27 de noviembre de 2023  |         |         |     |
| Seguridad Nacional e Inteligencia            |            | Jacinda Ardern         | 26 de octubre de 2017    | 25 de enero de 2023      |         |         |     |
| Seguridad Nacional e Inteligencia            |            | Chris Hipkins          | 25 de enero de 2023      | 27 de noviembre de 2023  |         |         |     |
| Servicio Público                             |            | Chris Hipkins          | 26 de octubre de 2017    | 25 de enero de 2023      |         |         |     |
| Servicio Público                             |            | Andrew Little          | 25 de enero de 2023      | 27 de noviembre de 2023  |         |         |     |
| Silvicultura                                 |            | Shane Jones            | 26 de octubre de 2017    | 6 de noviembre de 2020   |         |         |     |
| Silvicultura                                 |            | Stuart Nash            | 6 de noviembre de 2020   | 12 de abril de 2023      |         |         |     |
| Silvicultura                                 |            | Peeni Henare           | 12 de abril de 2023      | 27 de noviembre de 2023  |         |         |     |
| Transporte                                   |            | Phil Twyford           | 26 de octubre de 2017    | 6 de noviembre de 2020   |         |         |     |
| Transporte                                   |            | Michael Wood           | 6 de noviembre de 2020   | 21 de junio de 2023      |         |         |     |
| Transporte                                   |            | David Parker           | 21 de junio de 2023      | 27 de noviembre de 2023  |         |         |     |
| Turismo                                      |            | Kelvin Davis           | 26 de octubre de 2017    | 6 de noviembre de 2020   |         |         |     |
| Turismo                                      |            | Stuart Nash            | 6 de noviembre de 2020   | 1 de febrero de 2023     |         |         |     |
| Turismo                                      |            | Peeni Henare           | 1 de febrero de 2023     | 27 de noviembre de 2023  |         |         |     |
| Vivienda                                     |            | Phil Twyford           | 26 de octubre de 2017    | 27 de junio de 2019      |         |         |     |
| Vivienda                                     |            | Megan Woods            | 27 de junio de 2019      | 27 de noviembre de 2023  |         |         |     |
| Whānau Ora                                   |            | Peeni Henare           | 26 de octubre de 2017    | 1 de febrero de 2023     |         |         |     |
| Whānau Ora                                   |            | David Parker           | 1 de febrero de 2023     | 27 de noviembre de 2023  |         |         |     |

### Subsecretarios y Secretarios privados
| Secretaria                                                 | Fotografía | Titular                | Período                | Período                 | Partido | Partido | Ref |
| Secretaria                                                 | Fotografía | Titular                | Inicio                 | Fin                     | Partido | Partido | Ref |
| ---------------------------------------------------------- | ---------- | ---------------------- | ---------------------- | ----------------------- | ------- | ------- | --- |
| Agricultura y Educación                                    |            | Jo Luxton              | 1 de febrero de 2023   | 8 de mayo de 2023       |         |         |     |
| Asuntos Exteriores, Control de Armas y Desarrollo Regional |            | Fletcher Tabuteau      | 26 de octubre de 2017  | 6 de noviembre de 2020  |         |         |     |
| Comunidades Etnicas                                        |            | Michael Wood           | 26 de octubre de 2017  | 27 de junio de 2019     |         |         |     |
| Comunidades Etnicas                                        |            | Priyanca Radhakrishnan | 27 de junio de 2019    | 6 de noviembre de 2020  |         |         |     |
| Ganancias                                                  |            | Deborah Russell        | 6 de noviembre de 2020 | 1 de febrero de 2023    |         |         |     |
| Gobierno Local                                             |            | Willow-Jean Prime      | 27 de junio de 2019    | 6 de noviembre de 2020  |         |         |     |
| Justicia                                                   |            | Jan Logie              | 26 de octubre de 2017  | 6 de noviembre de 2020  |         |         |     |
| Océanos, Pesca, Comercio y Exportaciones                   |            | Rino Tirikatene        | 6 de noviembre de 2020 | 1 de febrero de 2023    |         |         |     |
| Salud                                                      |            | Liz Craig              | 3 de mato de 2022      | 27 de noviembre de 2023 |         |         |     |